# Hoplotarache albida
Hoplotarache albida är en fjärilsart som beskrevs av George Francis Hampson 1914. Hoplotarache albida ingår i släktet Hoplotarache och familjen nattflyn. Inga underarter finns listade i Catalogue of Life.